# خراسان الشمالية (محافظة)

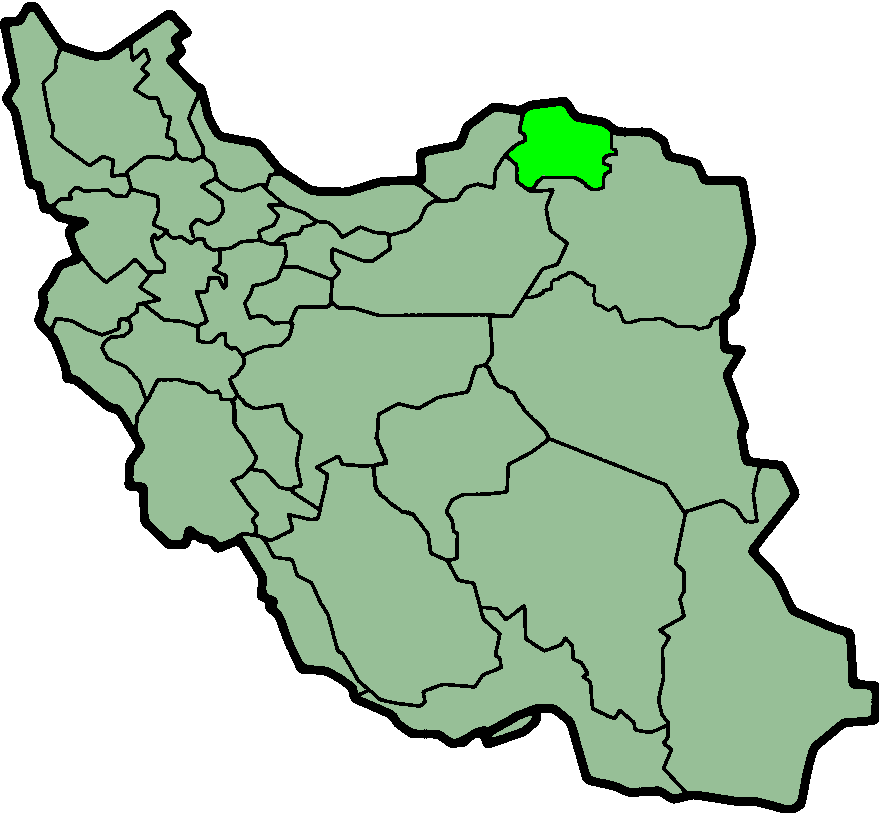
محافظة خراسان الشمالية في خریطة إيران

محافظة خراسان الشمالية (بالفارسية: استان خراسان شمالی)، هي إحدى محافظات إيران الإحدی والثلاثين. الأكراد يشكلون 50% من السكان بينما الفرس يشكلون نحو30% من السکان والأتراك(الاذريين والتركمان) يشكلون 20% من السكان. عاصمتها مدینة بجنورد وبها مدن أخرى من بينها جاجرم، إسفرايين، فاروج، شيروان، مانه وسملقان.